# Ruper Ordorika
Ruper Ordorika est un chanteur basque né à Oñati en 1956. Il est considéré comme l'un des grands renovateurs de la chanson basque.
En plus de ses propres compositions, il met en musique et interprète des textes des grands poètes du Pays basque.

## Discographie
1. Hautsi da anphora (Xoxoa-Elkar, 1980) (L'amphore s'est brisée).
2. Ni ez naiz Noruegako errege (Elkar, 1983) (Moi, je ne suis pas le roi de Norvège).
3. Bihotzerreak (Elkar, 1985) (Cœurs brûlés).
4. Ez da posible. (Gasa-Wea, 1990) (Ce n'est pas possible).
5. Ruper Ordorika & Mugalaris (Mini-CD. Eman Bakia, 1992).
6. Bilduma bat. (Elkar, 1992).
7. So'ik'so. (Nuevos Medios, 1995) (Regarde).
8. Dabilen harria. (Nuevos Medios, 1998) (Pierre qui roule).
9. Gaur (diskoa)|Gaur. (En public. Esan Ozenki Records, 2000) (Aujourd'hui).
10. Hurrengo goizean. (Metak, 2001) (Le matin d'après).
11. Ruper Ordorika (diskoa). (Recueil. Nuevos Medios, 2002).
12. Kantuok jartzen ditut. (Metak, 2003) (Je place nos chants).
13. Memoriaren mapan. (Elkar, 2006), textes de Joseba Sarrionandia (Sur la carte de la mémoire).
14. Hamar t'erdietan. (Elkar, 2008) (Dix et demie).
15. Haizea Garizumakoa. (Elkar, 2009) (Vent du Carême).
16. Hodeien azpian. (Elkar, 2011) (Au-dessous des nuages).
17. Azukre koxkorrak. (Elkar, 2013)
18. Lurrean etzanda. (Elkar, 2014)
19. Guria Ostatuan(Elkar, 2016)
20. Bakarka. (Elkar, 2018)
21. Kafe Antzokian. (Elkar, 2019)
22. Amour et toujours. (Elkar, 2021)